# Luigi Ornato
(Luigi Provana)
Giacomo Luigi Ornato (Caramagna Piemonte, 13 aprile 1787 – Torino, 28 ottobre 1842) è stato un letterato, filosofo e patriota italiano.

## Biografia
Filologo, filosofo, letterato e patriota italiano.
- 1801 - si trasferisce a Torino dove frequenta alcuni esponenti dell'aristocrazia sabauda. Tra le sue amicizie più importanti Santorre di Santarosa, Luigi Provana del Sabbione ed i fratelli Balbo.
- 1804 - è tra i fondatori dell'Accademia dei Concordi
- 1812 - è insegnante di matematica nel collegio dei paggi imperiali
- 1814 - impiegato nella segreteria dell'Accademia delle Scienze di Torino e successivamente professore presso la Reale Accademia Militare
- 1821 - in seguito ai moti rivoluzionari viene nominato dall'amico Santorre di Santarosa Ministro della Guerra della giunta rivoluzionaria
- 1821 - si rifugia in esilio a Parigi
- 1821/1832 - nella capitale francese stringe amicizia con il filosofo Cousin e la sua casa è frequentata da numerosi patrioti italiani
- 1832 - ottiene di poter rientrare in italia e si ritira a Caramagna dove riceve le visite dei patrioti Pellico, Provana, Gioberti e Balbo
- 1833 - si trasferisce a Torino dove morirà e verrà sepolto nel cimitero monumentale

## Opere
- 1817 - traduzione di Ode a Roma di Erinna
- 1853 - traduzione dei Ricordi di Marco Aurelio, Picchioni (pubblicazione postuma)